# Grabstein des Emeterius

Grabstein des Emeterius, Köln, St. Gereon

Der Grabstein des Emeterius oder auch die Grabinschrift des Emeterius ist ein archäologisches Fundstück der Spätantike aus dem 4. Jahrhundert. Der Stein wurde in Köln im frühen 19. Jahrhundert gefunden und ist ein Beleg für das frühe Christentum in der spätrömischen Provinz Germania secunda und mithin der Christentumsgeschichte des Rheinlandes.
Bei Bauarbeiten 1821 auf dem Vorplatz von St. Gereon wurden etliche spätantike Gräber mit Sarkophagen und Grabsteinen entdeckt, von denen einige Funde bis heute vorhanden sind. Die schlichte inschrifttragende Grabsteinplatte hat die Maße von 50 cm zu 96 cm und ist aus Trachyt gehauen. Trotz des nach Hartmut Galsterer sehr abgestoßenen Zustands ist die fünfzeilige Inschrift lesbar. Beim Namen des Emeterius ist -TE- als  Ligatur ausgeführt. Die Höhe der Buchstaben beträgt durchschnittlich 5 cm. Auffällig ist die Ausstattung der Inschrift mit einem zentral gesetzten Christusmonogramm in der letzten Zeile, das den christlichen Charakter hervorhebt.
HIC IACIT EMETERIVS CN
T EX NVMER GENTIL QV
I VIXIT ANN QVINQVAGI
NTA MILITAVIT P M
XXV D D PX D
„Hic iacit Emeterius c(e)n/t(enarius) ex numer(o) gentil(ium) qu/i vixit ann(os) quinquagi/nta militavit p(lus) m(inus) / XXV D(eo) D(omino?) PX(Christo) d(evotus?).“
„Hier liegt Emeterius, „centenarius“ aus dem „numerus Gentilium“, der 50 Jahre lebte und ungefähr 25 Jahre Dienst abgeleistet hat, Gott, dem Herrn, ergeben.“
Emeterius war ein Centenarius, ein unter einem Centurio (Hauptmann) dienender Offizier im Numerus Gentilium, einer Hilfstruppe des spätantiken römischen Militärs. Die inschriftliche Nennung ist der bisher einzige Beleg dieser Einheit. Ebenfalls ist der generell seltene Name des Emeterius bisher für die germanischen Provinzen und Gallia Belgica der einzige Beleg, zu dem möglicherweise ein Neufund aus der Augusta Raurica aus dem Silberschatz von Kaiseraugst tritt. Auf der Unterseite einer Speiseplatte ist der Name in der Genitivform HEMETERI eingeritzt. Andreas Kokoschke ergänzt den Kölner Beleg zu Hemeterius und stellt ihn zu den wenigen weiteren Belegen und besonders zum Legionär und christlichen Märtyrer aus Hispanien Emeterius von Calahorra, der der Christenverfolgung unter Diokletian zum Opfer fiel. Bereits Leo Weisgerber hat in der Untersuchung der Namen im Umfeld der CCAA den Namen als fremd und nicht zuordbar für die Region bewertet. Auch die Etymologie des Namens ist ungeklärt, bisherige Erklärungen sind unbefriedigend, weder Herleitungen aus dem Lateinischen noch aus dem Griechischen (D-emeterios) sind sinngebend. Ausgehend vom Martyrium des hispanischen Emeterius wurde der Name im Verlauf der Spätantike als christlicher Taufname populär, häufig belegt im anschließenden Mittelalter.